# 麻酔前投薬
麻酔前投薬（ますいぜんとうやく、premedication）とは全身麻酔の導入、維持を円滑にし、麻酔薬や手術による副作用を軽減する目的で全身麻酔前に投与する薬物のことである。抗コリン作動薬、抗不安薬、鎮静薬、鎮痛剤などが用いられる。
この種の薬を投与すること自体も麻酔前投薬と呼ぶ。小児や動物では必要性が高いが、ヒトの成人では廃止されつつある。

## 歴史
前投薬の初期の記述としては、イングランドの生物学者・博物学者チャールズ・ダーウィンによる"On the Expression of the Emotions in Man and Animals, 1872"第2版に記されているのが確認されている。
たとえば、ある精神病の婦人は、手術を極度に恐れるのでモルヒネの皮下注射をする必要がある—医師　クライトン・ブラウン、The erection of the hair、Darwin C: The Expression of The Emotions in Man and Animals. London, John MUrray, 1872
当時の手術死亡率は50%にも及ぶものであり、患者の恐怖を軽減する上で前投薬の必要性が高かったことを示している。このような前投薬下では、患者の意識レベルは低下し、転倒のリスクが高まる。かつては、前投薬で鎮静した患者を病棟から手術室へベッドのまま搬送することが多かったが、2023年現在では、成人では、前投薬を廃止して、歩行入室する施設が多い。小児では前投薬を行う施設が多いが、投与経路としては経口投与や坐薬が多い。なお、1999-2003年の日本の全国調査では全手術死亡率は一万症例あたり、6.78にまで減少している。この間の手術室における心停止の発生率は一万症例あたり6.22であり、2012年から2016年を対象とした調査では、2.63とさらに減少している。

## 医学領域(ヒト)における麻酔前投薬

### 麻酔前投薬の目的
麻酔前投薬が一般的に用いられるようになったのは、エーテル麻酔が導入されるようになった1920年以降である(p528)。エーテル麻酔では麻酔の導入に時間を要し、唾液や気道内分泌物を有するために、これらを回避するための前投薬が必要であった。以下に前投薬の目的とその詳細について述べる。

#### 不安の除去、鎮静、健忘
術前に患者の不安や恐怖心を取り除くことは、患者の麻酔や手術に対する満足度だけではなく、麻酔を円滑かつ安全に行うためにも有用であり、術後にも影響を及ぼす(p528)。
術前の不安を除去するには、必ずしも薬物が必要というわけではない。麻酔科医による術前訪問時の診察や、事前の説明は、薬物投与よりも患者の不安を取り除くのに有用である。患者の信頼を得ることができれば、麻酔導入の協力が得られ、円滑な導入が可能となる。しかし、すべての患者が術前の説明で不安が取り除かれるとは限らない。また、記憶を消失させることは、必ずしも好ましいことではないかもしれないが、点滴確保、硬膜外麻酔や脊髄くも膜下麻酔時の穿刺に対する恐怖心や痛みなどの記憶を消し去ることもある意味では大切なことである。
これらの目的を達成させるためには、麻酔前投薬が必要と考えられ、多施設で何らかの前投薬が投与されてきた。理想的な薬物は、投与時の苦痛がなく、作用時間が短く、呼吸系への抑制が少なく、術後の覚醒に影響を与えないものである。ベンゾジアゼピン系薬物(ジアゼパムやミダゾラムなど)が広く用いられた。抗ヒスタミン薬であるヒドロキシジンやα2受容体作動薬のクロニジンが用いられる事もあった。クロニジンは本来の適応は降圧薬であるが鎮痛、鎮静作用があり、麻酔補助薬として用いることで、麻酔薬の投与量を減らすことができた(p528)。

#### 有害反射、気道内分泌物の抑制
麻酔や手術操作に伴う副交感神経性の反射や挿管時の気道内分泌物は阻止する必要がある。これらの予防としては旧来、抗コリン作動薬のベラドンナ薬が使用されてきた。副交感神経性反射の予防にはアトロピンが有効であるが、前投薬としての投与では十分な抑制は期待できず、発生時の静脈内投与が有用である(p528)。唾液・気道内分泌物の抑制も抗コリン作動薬であるアトロピンやスコポラミンが使用される(p528)。 
しかし、極度の脱水状態や心房細動を有する患者でのアトロピン投与は、頻脈発作を誘発することがあり、高齢者でのスコポラミン投与は錯乱状態を起こしやすい。最近では、気道刺激の少ない吸入麻酔薬や静脈麻酔薬による急速導入が普及して、必要の機会が少なくなってきた。とくに意識下の麻酔管理には不要である(p528)。

#### 誤嚥性肺炎の予防
酸度の高い胃液の誤嚥は重篤な肺炎を引き起こす危険がある。胃液による誤嚥性肺炎の重症度は、胃液のpHや量、残渣の有無や性状に関与している。胃液の酸度や量は、年齢や患者の状態によって異なる。若年者では高齢者より胃液pHが低く胃液量は多いが、誤嚥の頻度は高齢者のほうが多い。 肥満者は非肥満者に比べて胃液量が多く、胃液pHも有意に低い。妊婦や糖尿病患者では胃内容の排泄時間が延長している。
誤嚥性肺炎の予防的処置は、第一に誤嚥させないことであるが、胃液量を減少させ、胃液pHを上昇させることで、誤嚥時の重症度を軽減させることができるかもしれない。この考えの元、ヒスタミンH2遮断薬や制酸薬が投与されてきたが、アメリカ麻酔科学会は1999年のガイドラインで、既に効果が不明瞭であるため、非推奨とした(p529)。

#### 嘔気・嘔吐の予防
手術前後に嘔気・嘔吐をおこす頻度は報告者によって異なるが10〜55％といわれており、特に術後の嘔気・嘔吐の頻度は高く、患者にとっても苦痛である。制吐薬の予防的投与がこのような合併症を回避させる目的で推奨されているが、術後の嘔気・嘔吐の頻度を減らすには、麻酔中のドロペリドール静脈内投与が有効であるとされている。

#### その他
前投薬に鎮痛薬を用いることは稀ではあるが、点滴部の穿刺時の鎮痛目的にリドカイン含有テープの貼付がなされることはある。他に、感染予防のための抗生物質が術前に投与されるが、これは一般的に前投薬とは呼称されない。また、術前に投与されている薬物等との相乗作用、相互作用も念頭に置かねばならない。

### 前投薬廃止
1987年、既に前投薬としての抗コリン薬は「必要性が最近疑問視」されていたとの報告がある。2000年以前にも、「必要性が問われている」「無用なこともある」と成書に記される状況となり(p528)、2000年代には前投薬廃止の報告が相次ぎ、2023年現在は成人での前投薬を行っている施設は少数となっているものと思われる。廃止の背景には、以下の要因が挙げられる。
- インフォームドコンセントの普及による患者の術前不安の軽減。1990年代までは病名告知すら行われていない施設が少なくなかった[11][12]。
- 有意識下患者本人を交えた本人確認の徹底。いわゆる患者や手術部位の取り違え事故防止
- 分泌物が問題となったエーテル麻酔の衰退
- 麻酔導入方法が緩徐導入から急速導入中心となったこと
- 歩行入室による医療従事者マンパワー軽減、鎮静による歩行時の転倒防止
- 頻度は稀だが、前投薬筋肉注射による神経障害の回避
- 麻酔薬の短時間作用化が進み、術中に必要十分な量を使用可能となった。以前は長時間作用性麻酔薬使用による覚醒遅延や麻酔薬の副作用を回避するために前投薬を併用して麻酔薬の使用量を削減する必要性が高かった。

## 獣医学領域における麻酔前投薬
動物の麻酔においては、ヒト（成人）と異なり対話により不安や恐怖感を軽減したり、協力を得ることは難しい。このことからキシラジンなどの薬物による抗不安、鎮静、催眠は極めて重要とされる。